# Karl Kraft (SA-Mitglied)
Karl Kraft (* 11. März 1893 in Traunstein; † nach 1945) war ein deutscher SA-Führer, zuletzt im Rang eines SA-Gruppenführers. Während des Zweiten Weltkriegs führte er die SA im Südwesten Deutschlands.

## Leben und Tätigkeit
Kraft war ein Sohn des Pfarrers Christoph Kraft und seiner Ehefrau Marie, geb. May. Zum 1. August 1913 trat Kraft in das Eisenbahnregiment 1 ein. Von August 1914 bis November 1918 nahm Kraft am Ersten Weltkrieg teil, in dem er mit Eisernen Kreuz beider Klassen ausgezeichnet wurde. Während des Krieges kam er zunächst mit der Eisenbahntruppe in Belgien und Nordfrankreich zum Einsatz, bevor er im November 1914 zur Infanterie wechselte. Am 18. März 1918 wurde er zum Oberleutnant befördert.
Nach dem Krieg trat Kraft zum freiwilligen Reservekorps Kowno über, bis dieses sich nach endgültigen Räumung Litauens auflöste. Anschließend besuchte er eine Fischereischule, um sich dann in Mühlen anzusiedeln.
Zum 1. Mai 1928 trat Kraft in die NSDAP ein (Mitgliedsnummer 88.620). Im August 1929 trat Kraft auch in die SA ein, in der er in den folgenden Jahren eine Karriere als Funktionär durchlief. Am 29. September 1932 übernahm Kraft die Führung der SA-Standarte 4 in Rosenheim. 1933 wurde Kraft zum Führer der SA-Untergruppe Chiemgau ernannt. Am 15. März 1934 wurde Kraft zum Führer der SA-Brigade 84 ernannt.
Bei der Reichstagswahl vom April 1938 kandidierte Kraft auf der „Liste des Führers zur Wahl des Großdeutschen Reichstags“ für einen Sitz im nationalsozialistischen Reichstag, erlangte aber nicht genug Stimmen, um gewählt zu werden.
Am 1. Mai 1938 wurde Kraft zum Stabsführer der SA-Gruppe Südwest ernannt. Zum 15. Juli 1940 wurde Kraft mit der vertretungsweisen Führung der SA-Gruppe Südwest beauftragt. Zum 1. Februar 1942 wurde Kraft vom vertretungsweisen Führer der Gruppe Südwest zum ständigen Führer dieser Gruppe erhoben, die er zunächst (bis zum 31. März 1943) im Rahmen einer „m.d.F.b.“-Stellung (mit der Führung beauftragt) führte, um sie anschließend vom 1. April 1943 bis zum Zusammenbruch der NS-Diktatur im Mai 1945 als regulärer Führer zu führen.

## Beförderungen
- 1. Januar 1930: SA-Sturmführer
- 1. Juni 1931: Sturmbannführer
- November 1932: Standartenführer
- 1. Juni 1933: SA-Oberführer
- 10. April 1938: SA-Brigadeführer
- 30. Januar 1942: SA-Gruppenführer